# Anya Jenkins
Anya Jenkins (de nacida Aud formalmente Anyanka y finalmente Anya Christina Emmanuella Jenkins). Es un personaje ficticio, importante y destacado de la serie de televisión estadounidense Buffy, la cazavampiros. Es interpretada por Emma Caulfield.

## Personalidad
Desde antes de llegar a convertirse en un demonio, Anya ya era la mujer desdichada y exagerada que demostró ser al convertirse en humana de nuevo. Tal como lo demostró a la hora de ser capaz de usar la magia oculta en un intento de castigar a su novio en lugar de arreglarlo civilizadamente. Estas emociones llamaron la atención de D´Hoffryn, quien la convirtió en demonio al considerarla creativa y capacitada para castigar hombres infieles. A los pocos momentos de quedar como demonio Anya no tardó en acrecentar su deber y cumplirlo sin siquiera parpadear o detenerse para usar sus poderes. De esa manera lento pero seguro Anya pasó a convertirse en un auténtico demonio tanto en cuerpo como en alma. Cuando fue convertida en humana, Anya demostró un terrible síntoma de inseguridad y miedo debido a que con los años se convenció de que viviría felizmente por siempre.  
Por perder su humanidad en una época muy antigua, Anya no sabe cómo comportarse educadamente en compañía, lo que la hace grosera y atrevida en muchas ocasiones. Aun así Anya es capaz de amar intensamente y es muy sincera con todos y habla con la verdad en muchas ocasiones por más ridícula o exagerada que pueda ser.

## Historia del Personaje
Es un demonio Vengador que aparece en el episodio "El Deseo", en el cual Cordelia Chase deseaba que Buffy Summers no hubiera llegado a Sunnydale. Anyanka cumple su deseo y esto la transporta a un Sunnydale dominado por los vampiros (en el que Xander y Willow son vampiros también). El episodio termina cuando el amuleto de Anyanka es destruido, y esta pierde sus poderes, convirtiéndose así en una mortal.
Desde entonces tiene que rehacer su vida como humana y aprender todo lo que hacen estos. Empieza a salir con Xander, quien más tarde le pide matrimonio pero la deja plantada en el altar rompiéndose así su relación. Es socia de Giles en su negocio de venta de productos mágicos en La Caja Mágica durante la quinta temporada.
En la séptima temporada descubrimos su verdadero nombre, Aud. Era una mujer que vivía en un pueblo de Suecia en el año 990. Vivía junto a su novio Olaf y era la marginada del pueblo por ser muy espontánea. Cuando descubrió que Olaf le engañaba con la posadera, le convirtió en un trol y acabó encerrado en una bola de cristal. Tras este ataque de venganza, D'Hoffryn le ofrece convertirse en demonio vengativo y ella acepta. Durante mil años castigará cruelmente a todos aquellos hombres que traicionan a sus mujeres hasta que Giles le rompe su medallón en el capítulo "El Deseo". Por otra parte, en el capítulo "Buffy contra Drácula", Anya menciona haber salido con este durante un tiempo hace varios siglos. En el capítulo "Hell's bells" correspondiente a la sexta temporada, Anya vuelve a convertirse en demonio vengador tras ser abandonada en el altar por Xander, quien en el último momento decide no casarse con ella. Anya se venga de Xander acostándose con Spike. 
Anya recibe críticas por parte de sus amigos demonios como Hally, ya que todo este tiempo que ha pasado como humana le ha ablandado el corazón y sus castigos no son tan crueles. En el capítulo "Desinteresado" de la séptima temporada, provoca una masacre que hace que Buffy se enfrente a ella. Willow invoca a D'Hoffryn para que le devuelva su humanidad a Anya. El demonio le pregunta a Anya qué quiere hacer y ella dice que desea ser humana. D'Hoffryn sacrifica a Hally para que Anya vuelva a ser humana.
Su experiencia como demonio ha ayudado a la banda en muchas ocasiones, en la séptima temporada fue el contacto con el submundo e informaba de los movimientos de El Primero. Anya luchó en la batalla final del último capítulo, donde murió acuchillada por una espada a manos de un Portador/Precursor al proteger a Andrew.
- Datos: Q2471098